# Symplektische Abbildung
Eine symplektische Abbildung ist eine Objekt aus der Mathematik insbesondere aus der symplektischen Geometrie. Die symplektische Abbildung ist eine Verallgemeinerung der symplektischen linearen Abbildung, die die strukturerhaltende Abbildung zwischen symplektischen Vektorräumen ist, in den Kontext der symplektischen Mannigfaltigkeiten. Eine Koordinatendarstellung der symplektischen linearen Abbildung wird symplektische Matrix genannt. Ist die symplektische Abbildung invertierbar, so wird sie als Symplektomorphismus bezeichnet.
Symplektische Abbildungen sind per Definition genau die Abbildungen die alternierende, nicht ausgeartete Bilinearformen unverändert lassen. Symplektische Abbildungen zwischen zwei Flächen bilden damit per Konstruktion die Klasse von Abbildungen, die die Größe von Flächen nicht verändern, also den Flächeninhalt gleich belassen. In höheren Dimensionen gibt es jedoch volumenerhaltende Abbildungen, die keine symplektischen Abbildungen sind. Ein analoges Konzept ist das der orthogonalen Abbildung, die symmetrische, nicht ausgeartete Bilinearformen unverändert lässt und damit Winkel nicht verändert.
In der klassischen Mechanik stellt ein Symplektomorphismus eine Transformation des Phasenraums dar, die volumenerhaltend ist und die symplektische Struktur des Phasenraums bewahrt, als kanonische Transformation bezeichnet.

## Symplektische lineare Abbildungen

### Definition
Seien {\displaystyle (V_{1},\omega _{1})} und {\displaystyle (V_{2},\omega _{2})} zwei symplektische Vektorräume. Eine lineare Abbildung {\displaystyle \phi \colon V_{1}\to V_{2}} wird symplektische lineare Abbildung genannt, falls
{\displaystyle \omega _{2}(\phi (v),\phi (w))=\omega _{1}(v,w)}
für alle {\displaystyle v,w\in V_{1}} gilt.

### Eigenschaften
Eine symplektische lineare Abbildung ist injektiv. Dies folgt daraus, dass die symplektische Bilinearform {\displaystyle \omega } nicht ausgeartet ist.
Die Menge der symplektischen linearen Abbildungen bildet zusammen mit der Verkettung von Funktionen die symplektische Gruppe, die im Folgenden mit {\displaystyle Sp(V)} notiert wird. Insbesondere ist also die Verkettung symplektischer linearer Abbildungen und die Inverse einer linearen symplektischen Abbildung wieder linear symplektisch.
Sei {\displaystyle K} ein Körper und {\displaystyle V=K^{2n}} ein endlichdimensionaler Vektorraum. Die Elemente von {\displaystyle Sp(V)} können auf natürliche Weise als {\displaystyle 2n\times 2n}-Matrizen dargestellt werden. In Standardkoordinaten kann eine symplektische Form durch
{\displaystyle \omega (v,v')=\sum _{i}(x_{i}y'_{i}-x'_{i}y_{i})}
mit {\displaystyle v=(x_{1},\ldots x_{n},y_{1},\ldots y_{n})^{t}} dargestellt werden. Mit der Matrix
{\displaystyle J:={\begin{pmatrix}0&E_{n}\\-E_{n}&0\end{pmatrix}}},
wobei {\displaystyle E_{n}} die {\displaystyle n\times n}-Einheitsmatrix ist, kann die symplektische Form {\displaystyle \omega } durch
{\displaystyle \omega (v,v')=v^{t}Jv'}
notiert werden. Die symplektische Matrix {\displaystyle M\in Sp(K^{2n})} – als Darstellung einer eines symplektischen Automorphismus – lässt die Bilinearform {\displaystyle \omega } invariante, was
{\displaystyle \omega (Mv,Mv')=\omega (v,v')}
bedeutet, genau dann, wenn {\displaystyle M^{t}JM=J} gilt.
Die Determinante einer symplektischen linearen Abbildung ist eins.

## Definition
Seien {\displaystyle (M,\omega _{M})} und {\displaystyle (N,\omega _{N})} zwei symplektische Mannigfaltigkeiten der Dimension {\displaystyle n} und sei {\displaystyle F\colon M\to N} eine glatte Abbildung zwischen den zwei symplektischen Mannigfaltigkeiten.
Die Abbildung {\displaystyle F} heißt symplektisch falls
{\displaystyle F^{*}\omega _{N}=\omega _{M}}
gilt. Dabei bezeichnet {\displaystyle F^{*}\omega _{N}} den Rücktransport von {\displaystyle \omega _{N}} entlang {\displaystyle F} und ist definiert als {\displaystyle F^{*}\omega _{N}(v,w):=\omega _{N}(DF(v),DF(w))}.
Ist {\displaystyle F} ein Diffeomorphismus, dann ist {\displaystyle F^{-1}} ebenfalls eine symplektische Abbildung und {\displaystyle F} wird Symplektomorphismus genannt.
Die Menge der Symplektomorphismen (auf {\displaystyle M}) bildet zusammen mit der Verkettung die symplektische Gruppe {\displaystyle Sp(M)} auf {\displaystyle M}.

## Eigenschaften
- Ist {\displaystyle F\colon M\to N} ein symplektische Abbildung, dann ist das Differential {\displaystyle DF\colon TM\to TN} eine symplektische lineare Abbildung.
- Die symplektischen Abbildungen sind die Morphismen in der Kategorie der symplektischen Mannigfaltigkeiten. Die Symplektomorphismen sind die Isomorphismen dieser Kategorie.
- Ein Diffeomorphismus {\displaystyle F\colon M\to N} ist genau dann symplektisch, wenn er die Poisson-Klammer nicht verändert, das heißt, wenn

{\displaystyle \{f,g\}\circ F=\{f\circ F,g\circ F\}}
gilt.